# Mobilisatiekruis 1914-1918
Het Mobilisatiekruis 1914-1918, in een ministeriële kennisgeving van 1925 ook "Mobilisatie-herinneringskruis" genoemd is een particuliere onderscheiding.
Het kruis werd door het "Nationaal Comité Herdenking Mobilisatie 1914" op 1 augustus 1924 ingesteld en in een Legerorder van 1924 werd militairen toestemming verleend om het kruis, en de baton, op het uniform te dragen. Er is geen Koninklijk Besluit opgemaakt maar de legerorder vermeldt wel dat "het H.M. de Koningin heeft behaagd, als blijk van waardeering van de diensten, door de krijgsmacht tijdens den gemobiliseerden toestand aan den lande bewezen, te bepalen het herinneringskruis, ingesteld door het Nationaal Comité Herdenking Mobilisatie 1914, ook in uniform - zoowel in als buiten dienst - mag worden gedragen.
Allen, die in de periode Augustus 1914-November 1918 eenigerlei militairen dienst bij de weermacht te land of ter zee hier ten lande of in de Overzeesche Gewesten hebben vervuld, zullen gerechtigd zijn, het herinneringskruis te dragen.
Het kruis zal worden gedragen na het onderscheidingsteeken voor langdurigen dienst, doch vóór de buitenlandsche ridderorden en eereteekenen.

Het kruis werd niet uitgereikt; de Nederlandse overheid was karig geweest met het belonen van de gemobiliseerde soldaten en de vrijwilligers van Landstorm, Landweer en Burgerwacht. Spontaan gevormde comités en bonden moesten inspringen om tastbare herinneringen aan de mobilisatie en de voor Nederland spannende oorlogstijd te scheppen. Zo waren er:
- het Herinneringsmedaille Fort Honswijk 1914-1915
- het Kruis voor oud-gedemobiliseerden 1914-1918 van de Amsterdamse Vrijwillige Burgerwacht
- het Witte Mobilisatiekruis 1914-1918
- het Mobilisatiekruis 1914-1918 van het Nationaal Comité Herdenking Mobilisatie 1914-1918
- het Kruis voor oud-gedemobiliseerden 1914-1918 van de Amsterdamsche Vrijwillige Burgerwacht
- het Kruis van Verdienste van de Nederlandse Bond van Vrijwillige Burgerwachten

Deze onderscheidingen werden na inzamelingen uitgereikt en soms moesten zij worden gekocht. Dat is ook het geval met het Mobilisatiekruis 1914-1918. Het bronzen kruisje kostte met lint ƒ 0,46, een kartonnen doosje kostte ƒ 0,06 extra en een kruis met lint in een luxe doosje kostte ƒ 0,56.
Het kruis mocht worden gekocht door vier categorieën Nederlanders:
- Diegenen die tussen augustus 1914 en november 1918 een door de regering erkend Nederlands uniform hebben gedragen.
- Beroeps- en verlofmilitairen (van alle categorieën) die in deze periode in Nederland of in de overzeese gebiedsdelen dan wel bij de vloot onder de wapenen zijn geweest.
- Niet-militairen die ter vervanging of ter aanvulling van militair personeel diensten verrichtten en daartoe bij troepen of staven (onder militair bevel) zijn ingedeeld geweest.
- Nederlanders die behoorden tot door de overheid erkende particuliere organisaties die werk verrichtten voor de krijgsmacht of de landsverdediging.

## Ontwerp
Het Mobilisatiekruis 1914-1918 is een door H.J. Jansen van Galen ontworpen dun bronzen, vierarmig kruis met vier armen waarvan de uiteinden zijn afgerond. Op de voorzijde zijn pijlenbundels afgebeeld. Deze bundels van pijlen werden al door keizer Karel V aan de Staten-Generaal voorgehouden als symbool van de kracht die eenheid verschaft. We hebben dus te maken met een oud Nederlands symbool van eenheid.

Op de armen staan de data "AUGUSTUS 1914 - NOVEMBER 1918, de vier jaren waarin Nederland, zo heet het in een toelichting, "zijn gewapende gereedheid, ten koste van grote persoonlijke en economische offers, heeft gehandhaafd".
Op de keerzijde staan de woorden "MOBILISATIE - VREDE - EER". Volgens het Nationaal Comité Herdenking Mobilisatie 1914 had de mobilisatie van de strijdkrachten voor Nederland de vrede gered; zij redde daarbij, zo meende het comité, tevens Nederlands eer, want zij bewees dat Nederland - tot welke prijs ook - stand hield bij het nakomen van nationale en internationale verplichtingen, liever dan zich over te leveren aan de "willekeur van niets-ontziende oorlogvoerenden". Het mobilisatiekruis is, zo liet de organisatie weten, een "vredeskruis" en het "symbool van de gehandhaafde vrede".
De keerzijde is vlak en vertoont soms een merkje van de fabrikant.
Het kruis hangt aan een blauw lint van moiré zijde. Aan weerszijden van het lint is een bies in de kleuren van de Nederlandse vlag aangebracht. De bies is van het grote blauwe vlak van het lint gescheiden door een smalle witte streep. Het kruis werd op rokkostuums ook als miniatuur gedragen.
Er is ook het, niet door de regering erkende, Witte Mobilisatiekruis 1914-1918 dat aan burgers die zich "bijzonder verdienstelijk hebben gemaakt jegens de gemobiliseerden" werd verleend. Dit kruis is gelijk van vorm aan het Mobilisatiekruis 1914-1918 maar van goedkoop imitatiezilver, zogenaamd "Berlijns zilver", gemaakt. De keerzijde is niet vlak maar heeft de opdracht "MOBILISATIE - WAARDERING" en het lint is wit met rood-wit-blauwe banen. Het comité stelde in 1939 ook een eigen Kruis van Verdienste in.